# Les Engagés

Логотип партии «Гуманистический демократический центр»

Les Engagés («Преданные», «Вовлечённые») — центристская франкоязычная бельгийская политическая партия. Создана при расколе Социально-христианской партии (фр. Parti social-chrétien, PSC) в 1972 году. До 2002 года называлась Социально-христианской партией. В 2002 году партия была переименована в «Гуманистический демократический центр» (Centre démocrate humaniste; CDH). 17 марта 2022 года переименована в Les Engagés. Лидер партии — Максим Прево.
«Гуманистический демократический центр» действовал во Французском сообществе, а также частично в Немецкоязычном сообществе (в выборах в Парламент Немецкоязычного сообщества и Европейский парламент в нём участвует соответствующая Гуманистическому демократическому центру идеологически немецкоязычная Христианско-социальная партия). Выступает за единство Бельгии и левоцентристский курс в экономике. Исторически контролировала ряд организаций торговцев, ремесленников и крестьян, сеть кооперативов, а также Конфедерацию христианских профсоюзов.
В 1869 году в Бельгии была основана Католическая партия, долгое время бывшая правящей в стране. В 1921 году она была преобразована в Католический союз, в 1936 году — в Католический блок, в 1945 году — в Христианскую народную партию—Социально-христианскую партию. В 1968 году произошёл раскол по языковому признаку, и к 1972 году оформились две самостоятельных партии — франкоязычная Социально-христианская партия и нидерландоязычная Христианская народная партия (с 1999 года — под названием Христианские демократы и фламандцы). После неудачного выступления на выборах 1999 года Социально-христианская партия была обновлена, а в 2002 году партия была переименована в «Гуманистический демократический центр», что подчёркивало важность общечеловеческих ценностей в проводимой политике.
На парламентских выборах 2007 года партия сумела провести 10 депутатов в Палату представителей из 150 и двоих сенаторов из 15 представителей франкоязычной общины.
Согласно последним предвыборным опросам, перед парламентскими выборами 13 июня 2010 года партия занимала четвёртое место по популярности в Валлонии и Брюсселе. На выборах в Палату представителей партия получила 360 441 (5,65 %) голосов и 9 депутатских мандатов, а также 331 870 (5,13 %) голосов и 2 места в Сенате.